# A Medicopter 117 – Légimentők epizódjainak listája
Ez a cikk a Medicopter 117 – Légimentők című sorozat epizódjait listázza.

## Évados áttekintés
| Évad | Évad | Epizódok | Eredeti sugárzás     | Eredeti sugárzás    | Eredeti adó |
| Évad | Évad | Epizódok | Évadpremier          | Évadfinálé          | Eredeti adó |
| ---- | ---- | -------- | -------------------- | ------------------- | ----------- |
|      | 1    | 8        | 1998. január 12.     | 1998. március 9.    | RTL         |
|      | 2    | 13       | 1999. szeptember 14. | 1999. november 30.  | RTL         |
|      | 3    | 13       | 2000. március 14.    | 2000. június 6.     | RTL         |
|      | 4    | 12       | 2001. szeptember 18. | 2001. december 4.   | RTL         |
|      | 5    | 14       | 2002. március 12.    | 2002. november 12.  | RTL         |
|      | 6    | 13       | 2003. október 7.     | 2006. augusztus 24. | RTL         |
|      | 7    | 8        | 2006. július 6.      | 2007. június 28.    | RTL         |

## Pilot film (1998)
| Sor. | Év. | Cím                          | Rendező      | Író               | Premier          |
| ---- | --- | ---------------------------- | ------------ | ----------------- | ---------------- |
| 1.   | 1.  | A koronatanú (Der Kronzeuge) | Thomas Nikel | Peter Mazzuchelli | 1998. január 11. |

## 1. évad (1998)
| Sor. | Év. | Cím                                 | Rendező      | Író               | Premier                               |
| ---- | --- | ----------------------------------- | ------------ | ----------------- | ------------------------------------- |
| 1.   | 1.  | Halálos dózis (Tödliche Dosis)      | Thomas Nikel | Peter Mazzuchelli | 1998. január 12. 1999. július 14.     |
| 2.   | 2.  | Mélyvíz (Die Geiselnahme)           | Peter Welz   | Peter Mazzuchelli | 1998. január 19. 1999. július 21.     |
| 3.   | 3.  | Rövidzárlat (Kurzschluss)           | Peter Welz   | Peter Mazzuchelli | 1998. január 26. 1999. július 28.     |
| 4.   | 4.  | Pokolra szállás (Flug in die Hölle) | Peter Welz   | Peter Mazzuchelli | 1998. február 2. 1999. augusztus 4.   |
| 5.   | 5.  | Tűzvihar (Inferno ohne Ausweg)      | Thomas Nikel | Walter Kordesch   | 1998. február 9. 1999. augusztus 11.  |
| 6.   | 6.  | Túszdráma (Blinde Wut)              | Thomas Nikel | Thomas Nippold    | 1998. február 23. 1999. augusztus 18. |
| 7.   | 7.  | Kígyóveszély (Gift in den Adern)    | Thomas Nikel | Thomas Nippold    | 1998. március 2. 1999. augusztus 25.  |
| 8.   | 8.  | Zuhanás (Der Absturz)               | Thomas Nikel | Peter Mazzuchelli | 1998. március 9. 1999. augusztus 31.  |

## 2. évad (1999)
| Sor. | Év. | Cím                                        | Rendező           | Író               | Premier                                 |
| ---- | --- | ------------------------------------------ | ----------------- | ----------------- | --------------------------------------- |
| 9.   | 1.  | A szakadék mélyén (Über dem Abgrund)       | Thomas Nikel      | Peter Mazzuchelli | 1999. szeptember 14. 1999. november 8.  |
| 10.  | 2.  | A bankrabló (Der Bankraub)                 | Thomas Nikel      | Jens Jendrich     | 1999. szeptember 14. 1999. november 15. |
| 11.  | 3.  | A csatorna fogságában (Nasses Grab)        | Thomas Nikel      | Jens Jendrich     | 1999. szeptember 21. 1999. november 22. |
| 12.  | 4.  | Karanténban (Viren an Bord)                | Thomas Nikel      | Peter Mazzuchelli | 1999. szeptember 28. 1999. november 22. |
| 13.  | 5.  | Téves riasztás (Blinder Alarm)             | Thomas Nikel      | Peter Mazzuchelli | 1999. október 5. 1999. december 8.      |
| 14.  | 6.  | A végzetes hiba (Die falsche Maßnahme)     | Wolfgang Dickmann | Jens Jendrich     | 1999. október 12. 1999. december 15.    |
| 15.  | 7.  | Emberrablás (Knockout)                     | Wolfgang Dickmann | Jens Jendrich     | 1999. október 19. 1999. december 22.    |
| 16.  | 8.  | Ámokfutó iskolabusz (Schulbus in den Tod)  | Thomas Nikel      | Peter Mazzuchelli | 1999. október 26. 1999. december 29.    |
| 17.  | 9.  | Gyilkosság a vadászaton (Gejagt)           | Thomas Nikel      | Walter Kordesch   | 1999. november 2. 2000. január 3.       |
| 18.  | 10. | A gyanú árnyéka (Unter Verdacht)           | Thomas Nikel      | Walter Kordesch   | 1999. november 9. 2000. január 12.      |
| 19.  | 11. | Reménytelen bevetés (Mission ohne Ausweg)  | Wolfgang Dickmann | Thomas Nippold    | 1999. november 16. 2000. január 19.     |
| 20.  | 12. | A donor (Das kalte Herz)                   | Thomas Nikel      | Thomas Nippold    | 1999. november 23. 2000. január 26.     |
| 21.  | 13. | Az utolsó pillanatban (In letzter Sekunde) | Wolfgang Dickmann | Peter Mazzuchelli | 1999. november 30. 2000. február 1.     |

## 3. évad (2000)
| Sor. | Év. | Cím                                        | Rendező           | Író               | Premier                                |
| ---- | --- | ------------------------------------------ | ----------------- | ----------------- | -------------------------------------- |
| 22.  | 1.  | A levegő fogságában (Irrfahrt am Himmel)   | Wolfgang Dickmann | Peter Mazzuchelli | 2000. március 14. 2001. augusztus 22.  |
| 23.  | 2.  | Halálos bevetés (Die Todesfalle)           | Wolfgang Dickmann | Peter Mazzuchelli | 2000. március 21. 2001. augusztus 29.  |
| 24.  | 3.  | Ég és föld között (Zwischen Leben und Tod) | Wolfgang Dickmann | Peter Mazzuchelli | 2000. március 28. 2001. szeptember 5.  |
| 25.  | 4.  | Tűzkeresztség (Die Feuertaufe)             | Wolfgang Dickmann | Peter Mazzuchelli | 2000. április 4. 2001. szeptember 12.  |
| 26.  | 5.  | Út a pokolba (Fahrt zur Hölle)             | Wolfgang Dickmann | Thomas Nippold    | 2000. április 11. 2001. szeptember 19. |
| 27.  | 6.  | Gyermekrablás (Kidnapping)                 | Wolfgang Dickmann | Thomas Nippold    | 2000. április 18. 2001. szeptember 26. |
| 28.  | 7.  | Rendszerhiba (Fehler im System)            | Thomas Nikel      | Walter Kordesch   | 2000. április 25. 2001. október 24.    |
| 29.  | 8.  | A hajsza (Gehetzt)                         | Thomas Nikel      | Walter Kordesch   | 2000. május 2. 2001. október 31.       |
| 30.  | 9.  | A guruló bomba (Die rollende Bombe)        | Thomas Nikel      | Walter Kordesch   | 2000. május 9.                         |
| 31.  | 10. | Halálugrás (Todessprung)                   | Thomas Nikel      | Jens Jendrich     | 2000. május 16. 2001. november 7.      |
| 32.  | 11. | A kéjgyilkos (Horror)                      | Thomas Nikel      | Jens Jendrich     | 2000. május 23. 2001. november 14.     |
| 33.  | 12. | A szakadék felett (Bodenlos)               | Thomas Nikel      | Jens Jendrich     | 2000. május 30. 2001. november 21.     |
| 34.  | 13. | Szemet szemért (Corrers Rache)             | Thomas Nikel      | Walter Kordesch   | 2000. június 6. 2001. november 28.     |

## 4. évad (2001)
| Sor. | Év. | Cím                                      | Rendező           | Író               | Premier              |
| ---- | --- | ---------------------------------------- | ----------------- | ----------------- | -------------------- |
| 35.  | 1.  | A bányaomlás (Rettet Susi)               | Wolfgang Dickmann | Peter Mazzuchelli | 2001. szeptember 18. |
| 36.  | 2.  | Pénzt vagy életet (Geld gegen Leben)     | Wolfgang Dickmann | Peter Mazzuchelli | 2001. szeptember 25. |
| 37.  | 3.  | Rosszkor rossz helyen (Tödliches Wissen) | Wolfgang Dickmann | Peter Mazzuchelli | 2001. október 2.     |
| 38.  | 4.  | Vetélytársak (Liebe oder Tod)            | Thomas Nikel      | Thomas Nippold    | 2001. október 9.     |
| 39.  | 5.  | Sugárzásveszély (Super-Gau)              | Wolfgang Dickmann | Thomas Nippold    | 2001. október 16.    |
| 40.  | 6.  | Összeomlás (Mobbing)                     | Wolfgang Dickmann | Walter Kordesch   | 2001. október 23.    |
| 41.  | 7.  | Kokain (Kokain)                          | Thomas Nikel      | Walter Kordesch   | 2001. október 30.    |
| 42.  | 8.  | Ördögi terv (Mr. Radio)                  | Wolfgang Dickmann | Walter Kordesch   | 2001. november 6.    |
| 43.  | 9.  | Hidegvérrel (Die einzige Zeugin)         | Thomas Nikel      | Jens Jendrich     | 2001. november 13.   |
| 44.  | 10. | Élve eltemetve (Lebendig begraben)       | Wolfgang Dickmann | Jens Jendrich     | 2001. november 20.   |
| 45.  | 11. | Bosszúvágy (Kamikaze)                    | Thomas Nikel      | Walter Kordesch   | 2001. november 27.   |
| 46.  | 12. | A csapda (Auf der Flucht)                | Wolfgang Dickmann | Jens Jendrich     | 2001. december 4.    |

## 5. évad (2002)
| Sor. | Év. | Cím                                                | Rendező           | Író                       | Premier              |
| ---- | --- | -------------------------------------------------- | ----------------- | ------------------------- | -------------------- |
| 47.  | 1.  | Száguldó vonat (Der Zug)                           | Wolfgang Dickmann | Peter Mazzuchelli         | 2002. március 12.    |
| 48.  | 2.  | Ahonnan nincs visszatérés (Flucht ohne Wiederkehr) | Wolfgang Dickmann | Jens Jendrich             | 2002. március 19.    |
| 49.  | 3.  | Plutónium (Plutonium)                              | Wolfgang Dickmann | Peter Mazzuchelli         | 2002. március 26.    |
| 50.  | 4.  | Tériszony (Höhenangst)                             | Wolfgang Dickmann | Peter Mazzuchelli         | 2002. április 2.     |
| 51.  | 5.  | Láncreakció (Inferno)                              | Wolfgang Dickmann | Christoph Falkenroth      | 2002. április 9.     |
| 52.  | 6.  | Ugrás a semmibe (No risk, no fun)                  | Wolfgang Dickmann | Jens Jendrich             | 2002. április 16.    |
| 53.  | 7.  | Az új szanitéc (Geisterflieger)                    | Wolfgang Dickmann | Peter Mazzuchelli         | 2002. szeptember 17. |
| 54.  | 8.  | Nyom nélkül (Verschollen)                          | Wolfgang Dickmann | Jens Jendrich             | 2002. szeptember 24. |
| 55.  | 9.  | Végzetes rágalom (Rufmord)                         | Thomas Nikel      | Thomas Nippold            | 2002. október 1.     |
| 56.  | 10. | Halálos útvesztő (Im Labyrinth)                    | Thomas Nikel      | Thomas Nippold            | 2002. október 8.     |
| 57.  | 11. | Pokoli terv (Geldtransport)                        | Thomas Nikel      | Jochen Alexander Freydank | 2002. október 15.    |
| 58.  | 12. | Lángok gyűrűjében (Die Flammenfalle)               | Thomas Nikel      | Walter Kordesch           | 2002. október 22.    |
| 59.  | 13. | Őrült hajsza (Rache um jeden Preis)                | Thomas Nikel      | Walter Kordesch           | 2002. október 29.    |
| 60.  | 14. | Embercsempészek (Blinde Passagiere)                | Thomas Nikel      | Walter Kordesch           | 2002. november 12.   |

## 6. évad (2003-2006)
| Sor. | Év. | Cím                                        | Rendező           | Író                       | Premier             |
| ---- | --- | ------------------------------------------ | ----------------- | ------------------------- | ------------------- |
| 61.  | 1.  | A testőr (Bodyguard)                       | Wolfgang Dickmann | Peter Mazzuchelli         | 2003. október 7.    |
| 62.  | 2.  | A villámcsapás (Blitzschlag)               | Thomas Nikel      | Peter Mazzuchelli         | 2003. október 14.   |
| 63.  | 3.  | Földcsuszamlás (Verschüttet)               | Thomas Nikel      | Peter Mazzuchelli         | 2003. október 21.   |
| 64.  | 4.  | Végzetes tűzijáték (Das Feuerwerk)         | Thomas Nikel      | Jochen Alexander Freydank | 2003. október 28.   |
| 65.  | 5.  | Végveszélyben (Falsche Zeit, falscher Ort) | Thomas Nikel      | Jens Jendrich             | 2003. november 18.  |
| 66.  | 6.  | Szabadesés (Freier Fall)                   | Thomas Nikel      | Jens Jendrich             | 2003. október 25.   |
| 67.  | 7.  | Szervcsempészek (Blutige Spende)           | Thomas Nikel      | Jens Jendrich             | 2003. december 2.   |
| 68.  | 8.  | Halálos fejtörő (Vier Elemente)            | Wolfgang Dickmann | Christoph Falkenroth      | 2003. december 9.   |
| 69.  | 9.  | Ügyességi játék (Mikado)                   | Wolfgang Dickmann | Christoph Falkenroth      | 2006. július 20.    |
| 70.  | 10. | Kutyaszorítóban (Abgezockt)                | Wolfgang Dickmann | Thomas Nippold            | 2006. július 27.    |
| 71.  | 11. | Vakrepülés (Blindflug)                     | Wolfgang Dickmann | Walter Kordesch           | 2006. augusztus 10. |
| 72.  | 12. | Tűztenger (Flammenmeer)                    | Wolfgang Dickmann | Walter Kordesch           | 2006. augusztus 17. |
| 73.  | 13. | Tátongó mélység (Heißer Schnee)            | Wolfgang Dickmann | Walter Kordesch           | 2006. augusztus 24. |

## 7. évad (2006-2007)
| Sor. | Év. | Cím                                 | Rendező           | Író                  | Premier             |
| ---- | --- | ----------------------------------- | ----------------- | -------------------- | ------------------- |
| 74.  | 1.  | Vakrepülés (Flug ins Ungewisse)     | Thomas Nikel      | Jens Jendrich        | 2006. július 6.     |
| 75.  | 2.  | Halálos játék (Spiel mit dem Tod)   | Thomas Nikel      | Jens Jendrich        | 2006. július 13.    |
| 76.  | 3.  | Tűzben edzve (Feuer)                | Thomas Nikel      | Jens Jendrich        | 2006. augusztus 31. |
| 77.  | 4.  | Az alagút fogságában (Der Tunnel)   | Thomas Nikel      | Walter Kordesch      | 2007. június 26.    |
| 78.  | 5.  | Jeges börtön (Eisiges Gefängnis)    | Wolfgang Dickmann | Peter Mazzuchelli    | 2007. június 27.    |
| 79.  | 6.  | Gátlástalanul (Ohne Skrupel)        | Wolfgang Dickmann | Peter Mazzuchelli    | 2006. augusztus 3.  |
| 80.  | 7.  | Az utolsó esély (Gegen jede Chance) | Wolfgang Dickmann | Christoph Falkenroth | 2007. június 27.    |
| 81.  | 8.  | Pánikterápia (Angst!)               | Wolfgang Dickmann | Christoph Falkenroth | 2007. június 28.    |